# Вазалем
Ва́залем (нем. Wassalem), также мы́за Ва́залемма (эст. Vasalemma mõis) — рыцарская мыза в волости Ляэне-Харью уезда Харьюмаа, Эстония.
Согласно историческому административному делению, относилась к приходу Харью-Мадизе.

## История мызы
Владельцы мызы Падизе фон Раммы в 1825 году выделили Вазалемма в отдельное поместье, которое в 1886 году перешло в собственность дворянского рода Багговутов.
На военно-топографических картах Российской империи (1846–1863 годы), в состав которой входила Эстляндская губерния, мыза обозначена как мз. Вазалемъ.
Последним владельцем мызы был Эдуард фон Багговут (Eduard von Baggehufwudt). По его заказу в 1890—1893 годах было выстроено главное здание (господский дом) мызы, имитирующее рыцарский замок английского средневековья (архитектор Константин Вилькен (Konstantin Wilcken)).
В 1919 году мыза была экспроприирована, и с 1922 года в её главном здании стала работать школа. В годы Второй мировой войны в здании сначала разместился советский лазарет, а с приходом фашистов — немецкий центр обучения.
В 1980-х господский дом мызы использовали при съёмках фильма «Тайна «Чёрных дроздов»» как замок Фортескью, а спустя десять лет — как имение графа де Ла Фера в фильме «Мушкетёры двадцать лет спустя».
В настоящее время в главном здании мызы работает Вазалеммаская основная школа. В 2000-х годах здание было частично отреставрировано.

## Главное здание
Главное здание мызы (господский особняк) — двухэтажный дом в стиле неоготики из вазалеммаского плитняка с чистым швом. Его строительство было завершено в 1894 году. Здание имеет расчленённые стены и ступенчатые фронтоны; один из его углов украшен восьмиугольной башней. Главный вход в здание расположен под башней и украшен остроугольным, мастерски выполненным навесом. Над ним находится небольшой балкон. Несколько окон имеют своеобразное оформление: они сделаны в виде псевдо-стрельчатых окон, когда над окном располагается визуально продолжающая его стрельчатая ниша. Художником по камню был Йоган Вайс (Johann Weiss) родом из Силезии. Здание является одним из красивейших в своём роде в Эстонии и напоминает господский дом мызы Лайц (Лайтсе).

## Мызный комплекс
Из сохранившихся хозяйственных мызных построек наиболее значительным является расположенная в нескольких сотнях метров к северу от центра мызы башня ветрового генератора из плитняка (водонапорная башня). От каменного моста через реку Вазалемма остались только крайние столбы, современный мост перенесён на пару десятков метров к северу.
В Государственный регистр памятников культуры Эстонии внесены 10 объектов мызного комплекса:
- главное здание[5],
- парк[6],
- ворота[7],
- амбар[8],
- водонапорная башня[9],
- погреб[10],
- двухкамерный погреб[11],
- кузница[12],
- амбар-сушильня[13],
- маслобойня[14].

## Галерея
- Главное здание мызы
- Ворота мызы в 2011 году
- Ворота мызы в 2019 году
- Водонапорная башня-мельница
- Амбар-сушильня
- Погреб
- Двухкамерный погреб
- Кузница